# Viorel Burlacu (scriitor)
Viorel Burlacu (n. 6 august 1928, Iași) este un scriitor și grafician român.

## Biografie
În 1946 a debutat cu volumul de poezie Orhideea neagră. Din 1954 a publicat proză și poezie satirică în Urzica, Scânteia tineretului, Flacăra.
În genul științifico-fantastic a publicat romanul Alo, poliția? Arestați raza albastră! în 1967 CPSF 305-308.
În 1967 a publicat povestirea de aventuri Rocada tragică în colecția Clubul Temerarilor #34 de la Editura Tineretului.
A primit mai multe premii, în 1948 pentru o piesă într-un singur act și o piesă premiată la concursul național de dramaturgie Vasile Alecsandri.